# Ulrich Reuter (Filmkomponist)
Ulrich Reuter (* 1966 in Bamberg) ist ein deutscher Filmmusikkomponist und -Produzent.

## Leben
Reuter studierte an der Hochschule für Musik Würzburg, später an der Filmakademie Baden-Württemberg (Studiengang Filmmusik, Diplom 1994). Seitdem arbeitet er als freischaffender Komponist für Fernseh- und Kinofilme.
Workshops und Vorträge hielt er beispielsweise an der Hochschule für Musik Würzburg, dem Europäischen Fortbildungsinstitut für Film und Fernsehen (EFIFF), der Internationalen Funkausstellung 2008, der Filmakademie Baden-Württemberg. Zwischen 2003 und 2005 erfüllte er einen Lehrauftrag für Filmmusik an der Hochschule für Musik München.
Seit November 2005 lehrt Ulrich Reuter als Professor für Filmmusikkomposition an der Filmuniversität Babelsberg Konrad Wolf in Potsdam.

## Filmografie (Auswahl)
- 1997: 14 Tage lebenslänglich
- 1998: Die Bubi-Scholz-Story
- 1999: ’Ne günstige Gelegenheit
- 1999: Straight Shooter
- 1999: Sara Amerika
- 1999: Die Geiseln von Costa Rica
- 2000: Donna Leon – Vendetta
- 2000: Donna Leon – Venezianische Scharade
- 2001: Späte Rache
- 2002: Einsatz in Hamburg – Stunde der Wahrheit
- 2004: Kleine Schwester
- 2003–2005: Der Elefant – Mord verjährt nie
- 2005: Heiraten macht mich nervös
- 2006: Tatort: Das zweite Gesicht
- 2007: Das Wunder von Berlin
- 2007: Patchwork
- 2007: Angsthasen
- 2008: Die Freundin der Tochter
- 2009: Die Drachen besiegen
- 2009: Tatort: Tempelräuber
- 2010: Die Zeit der Kraniche
- 2010: Spreewaldkrimi – Der Tote im Spreewald
- 2011: Beate Uhse – Das Recht auf Liebe
- 2011: Adel Dich
- 2011: Alles was recht ist – Väter, Töchter, Söhne
- 2012: Tatort: Tödliche Häppchen
- 2012: München 72 – Das Attentat
- 2012: Schmidt & Schwarz
- 2013: Ein Sommer in Portugal
- 2013: Die Pastorin
- 2014: Ein todsicherer Plan
- 2015: Es kommt noch besser
- 2016: Spreewaldkrimi – Spiel mit dem Tod
- 2017: Beuys
- 2020: Ein Sommer an der Moldau
- 2020: Ökozid
- 2022: Ein Sommer in der Bretagne
- 2022: Die Farbe des Windes
- 2023: Wolfswinkel
- 2023: Ein Sommer auf Malta
- 2025: Ein Sommer in Italien

## Auszeichnungen
- 1994:  Förderpreis für Filmmusik bei der internationalen Filmmusikbiennale Bonn
- 1999: Deutscher Fernsehpreis: Nominierung in der Kategorie „Beste Musik“ für Die Bubi-Scholz-Story
- 2009: Deutscher Fernsehpreis: Beste Musik für Die Freundin der Tochter und Die Drachen besiegen
- 2011: Deutscher Musikautorenpreis: Komposition Film- und Fernsehmusik
- 2017: Deutscher Filmmusikpreis: Nominierung in der Kategorie „Beste Musik im Film“ gemeinsam mit Damian Scholl für Beuys
- 2018: Deutscher Dokumentarfilmmusikpreis gemeinsam mit Damian Scholl für Beuys
- 2018: Deutscher Filmpreis Nominierung in der Kategorie „Beste Filmmusik“ gemeinsam mit Damian Scholl für Beuys